# Paectes isabel
Paectes isabel là một loài bướm đêm trong họ Noctuidae.